# Horoušany
Horoušany település Csehországban, a Kelet-prágai járásban. Horoušany Úvaly, Jirny, Nehvizdy, Vyšehořovice, Břežany II és Tuklaty településekkel határos. Lakosainak száma 1965 fő (2024. január 1.).

## Népesség
A település lakosságának változását az alábbi diagram mutatja:
| Lakosok száma | 575  | 583  | 611  | 521  | 440  | 405  | 1324 | 1476 | 1579 | 1965 |
|               | 1869 | 1890 | 1921 | 1950 | 1980 | 2001 | 2017 | 2019 | 2022 | 2024 |